# Bahnstrecke Engstingen–Sigmaringen
| Bahnstrecke beim Bahnhof Mägerkingen | |                                        |                                        |
| Streckennummer (DB): | 9461 |                                        |                                        |
| Kursbuchstrecke (DB): | 759 Engstingen–Gammertingen 768 Gammertingen–Sigmaringen 307m (Kleinengstingen – Gammertingen 1946) 307k (Gammertingen – Sigmaringen 1946) 307n (Hanfertal – Sigmaringen 1946) |                                        |                                        |
| Streckenlänge: | 42,9 km |                                        |                                        |
| Spurweite: | 1435 mm (Normalspur) |                                        |                                        |
| Streckengeschwindigkeit: | 60 km/h |                                        |                                        |
| | |                                        |                                        |
| \| \| \| von Schelklingen \| \| \| \| 0,0 \| Engstingen (ehem. Kleinengstingen) \| 691 m \| \| \| \| nach Reutlingen \| \| \| \| 0,7 \| Großengstingen \| 695 m \| \| \| 1,2 \| Engstingen Schulzentrum \| 725 m \| \| \| 4,4 \| Haidkapelle \| 729 m \| \| \| 6,8 \| Hasental \| 720 m \| \| \| 9,0 \| Trochtelfingen ALB-GOLD \| 715 m \| \| \| 10,9 \| Seckach \| Seckach \| \| \| 11,6 \| Trochtelfingen (Hohenz) \| 695 m \| \| \| 12,0 \| Seckach \| Seckach \| \| \| 14,1 \| Linkstraße \| Linkstraße \| \| \| 14,1 \| Seckach \| Seckach \| \| \| 14,7 \| Mägerkingen \| 690 m \| \| \| 16,2 \| Mariaberg \| 678 m \| \| \| 18,2 \| Bronnen \| 670 m \| \| \| \| von Hechingen \| \| \| \| 19,7 \| Gammertingen \| 673 m \| \| \| 21,9 \| Lauchert \| Lauchert \| \| \| 23,6 \| Hettinger Tunnel (124 m) \| Hettinger Tunnel (124 m) \| \| \| 23,7 \| Hettingen Tunnel \| 646 m \| \| \| 24,3 \| Hettingen (Hohenz) \| 644 m \| \| \| 25,5 \| Fehla \| Fehla \| \| \| 26,6 \| Hermentingen \| 635 m \| \| \| 26,7 \| Lauchert \| Lauchert \| \| \| 27,1 \| Lauchert \| Lauchert \| \| \| 27,4 \| Lauchert \| Lauchert \| \| \| 28,3 \| Lauchert \| Lauchert \| \| \| 28,4 \| Weg \| Weg \| \| \| 28,9 \| Anschluss Schwörer Haus \| Anschluss Schwörer Haus \| \| \| 29,4 \| Veringenstadt \| 633 m \| \| \| 29,6 \| Veringen-Tunnel (91 m) \| Veringen-Tunnel (91 m) \| \| \| 30,1 \| Weg \| Weg \| \| \| 32,3 \| Veringendorf \| 627 m \| \| \| 32,9 \| Jungnauer Straße (B 32) \| Jungnauer Straße (B 32) \| \| \| 33,0 \| Lauchert \| Lauchert \| \| \| 35,2 \| Jungnau \| 610 m \| \| \| 39,5 \| Lauchert \| Lauchert \| \| \| 39,7 \| Weg \| Weg \| \| \| 40,5 \| Hanfertal \| 619 m \| \| \| \| nach Sigmaringendorf \| \| \| \| \| Anschluss ehemalige Panzerverladerampe \| \| \| \| 40,7 \| Hanfertaler Tunnel (65 m) \| Hanfertaler Tunnel (65 m) \| \| \| 41,8 \| Binger Straße (B 32) \| Binger Straße (B 32) \| \| \| 42,0 \| Am Schönenberg \| Am Schönenberg \| \| \| 42,4 \| Donau \| Donau \| \| \| 42,5 \| Hintere Landesbahnstraße \| Hintere Landesbahnstraße \| \| \| \| von Ulm \| \| \| \| \| von Krauchenwies \| \| \| \| 42,9 \| Sigmaringen \| 572 m \| \| \| \| nach Tübingen \| \| | |                                        |                                        |
| Strecke | | von Schelklingen                       | von Schelklingen                       |
| Bahnhof | 0,0 | Engstingen (ehem. Kleinengstingen)     | 691 m                                  |
| Abzweig geradeaus und ehemals nach rechts | | nach Reutlingen                        | nach Reutlingen                        |
| ehemaliger Haltepunkt / Haltestelle | 0,7 | Großengstingen                         | 695 m                                  |
| Haltepunkt / Haltestelle | 1,2 | Engstingen Schulzentrum                | 725 m                                  |
| Bahnhof | 4,4 | Haidkapelle                            | 729 m                                  |
| ehemaliger Haltepunkt / Haltestelle | 6,8 | Hasental                               | 720 m                                  |
| Haltepunkt / Haltestelle | 9,0 | Trochtelfingen ALB-GOLD                | 715 m                                  |
| Brücke über Wasserlauf | 10,9 | Seckach                                | Seckach                                |
| Bahnhof | 11,6 | Trochtelfingen (Hohenz)                | 695 m                                  |
| Brücke über Wasserlauf | 12,0 | Seckach                                | Seckach                                |
| Brücke | 14,1 | Linkstraße                             | Linkstraße                             |
| Brücke über Wasserlauf | 14,1 | Seckach                                | Seckach                                |
| Haltepunkt / Haltestelle | 14,7 | Mägerkingen                            | 690 m                                  |
| ehemaliger Haltepunkt / Haltestelle | 16,2 | Mariaberg                              | 678 m                                  |
| ehemaliger Haltepunkt / Haltestelle | 18,2 | Bronnen                                | 670 m                                  |
| Abzweig geradeaus und von rechts | | von Hechingen                          | von Hechingen                          |
| Bahnhof | 19,7 | Gammertingen                           | 673 m                                  |
| Brücke über Wasserlauf | 21,9 | Lauchert                               | Lauchert                               |
| Tunnel | 23,6 | Hettinger Tunnel (124 m)               | Hettinger Tunnel (124 m)               |
| ehemaliger Haltepunkt / Haltestelle | 23,7 | Hettingen Tunnel                       | 646 m                                  |
| Bahnhof | 24,3 | Hettingen (Hohenz)                     | 644 m                                  |
| Brücke über Wasserlauf | 25,5 | Fehla                                  | Fehla                                  |
| Haltepunkt / Haltestelle | 26,6 | Hermentingen                           | 635 m                                  |
| Brücke über Wasserlauf | 26,7 | Lauchert                               | Lauchert                               |
| Brücke über Wasserlauf | 27,1 | Lauchert                               | Lauchert                               |
| Brücke über Wasserlauf | 27,4 | Lauchert                               | Lauchert                               |
| Brücke über Wasserlauf | 28,3 | Lauchert                               | Lauchert                               |
| Strecke mit Straßenbrücke | 28,4 | Weg                                    | Weg                                    |
| Abzweig geradeaus, ehemals von links und ehemals von rechts | 28,9 | Anschluss Schwörer Haus                | Anschluss Schwörer Haus                |
| Bahnhof | 29,4 | Veringenstadt                          | 633 m                                  |
| Tunnel | 29,6 | Veringen-Tunnel (91 m)                 | Veringen-Tunnel (91 m)                 |
| Strecke mit Straßenbrücke | 30,1 | Weg                                    | Weg                                    |
| Haltepunkt / Haltestelle | 32,3 | Veringendorf                           | 627 m                                  |
| Brücke | 32,9 | Jungnauer Straße (B 32)                | Jungnauer Straße (B 32)                |
| Brücke über Wasserlauf | 33,0 | Lauchert                               | Lauchert                               |
| Bahnhof | 35,2 | Jungnau                                | 610 m                                  |
| Brücke über Wasserlauf | 39,5 | Lauchert                               | Lauchert                               |
| Brücke | 39,7 | Weg                                    | Weg                                    |
| Bahnhof | 40,5 | Hanfertal                              | 619 m                                  |
| Abzweig geradeaus und nach links | | nach Sigmaringendorf                   | nach Sigmaringendorf                   |
| Abzweig geradeaus und nach links | | Anschluss ehemalige Panzerverladerampe | Anschluss ehemalige Panzerverladerampe |
| Tunnel | 40,7 | Hanfertaler Tunnel (65 m)              | Hanfertaler Tunnel (65 m)              |
| Brücke | 41,8 | Binger Straße (B 32)                   | Binger Straße (B 32)                   |
| Strecke mit Straßenbrücke | 42,0 | Am Schönenberg                         | Am Schönenberg                         |
| Brücke über Wasserlauf | 42,4 | Donau                                  | Donau                                  |
| Brücke | 42,5 | Hintere Landesbahnstraße               | Hintere Landesbahnstraße               |
| Abzweig geradeaus und von links | | von Ulm                                | von Ulm                                |
| Abzweig geradeaus und ehemals von links | | von Krauchenwies                       | von Krauchenwies                       |
| Bahnhof | 42,9 | Sigmaringen                            | 572 m                                  |
| Strecke | | nach Tübingen                          | nach Tübingen                          |

Die Bahnstrecke Engstingen–Sigmaringen ist eine Nebenbahn in Baden-Württemberg. Sie verläuft vom Bahnhof Engstingen, ehemals Kleinengstingen, über Gammertingen nach Sigmaringen, ist durchgehend eingleisig und nicht elektrifiziert.

## Streckenverlauf
Die Kilometrierung beginnt am ehemaligen Bahnhof Kleinengstingen Landesbahn. Da die Gemeinde Kleinengstingen in der Gemeinde Engstingen aufging und die Bahnhöfe der Bundes- und Landesbahn vereinigt wurden, wird der Bahnhof heute als Engstingen geführt. Die Strecke verlässt den Bahnhof in Richtung Süden und führt vorbei am ehemaligen Haltepunkt Großengstingen zum Haltepunkt Engstingen Schulzentrum.

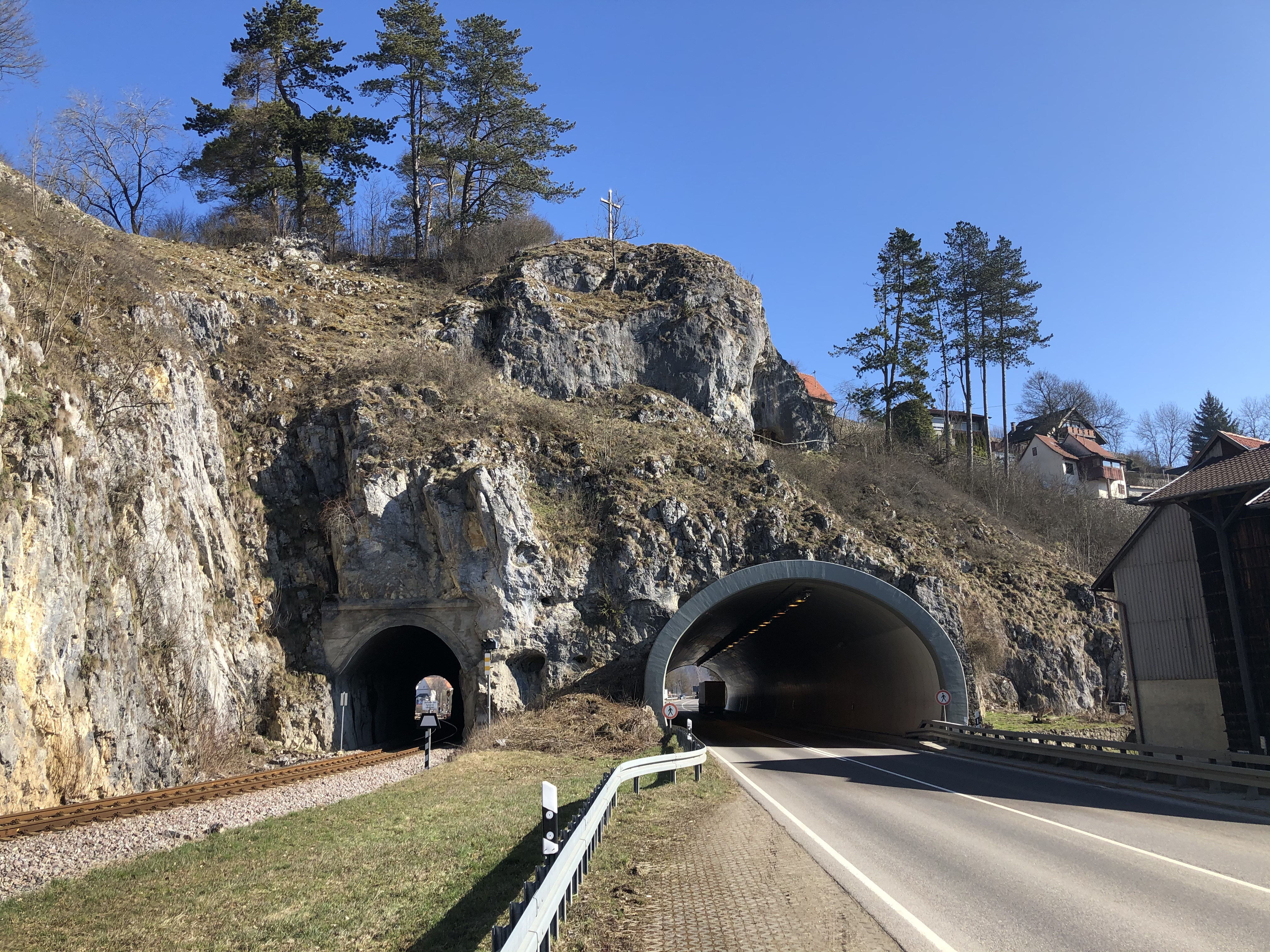
Tunnel bei Veringenstadt parallel zum Tunnel der Bundesstraße 32

Bei Kilometer 4,4 wird mit dem Kreuzungsbahnhof Haidkapelle am Rand der Häusergruppe Haid erstmals hohenzollerisches Gebiet erreicht. Weiter führt die Strecke am Haltepunkt der ALB-GOLD-Werke vorbei zum zweigleisigen Bahnhof Trochtelfingen. Nun verläuft die Strecke parallel zur B 313 zum Haltepunkt Mägerkingen und den stillgelegten Haltepunkten Mariaberg und Bronnen. Im Folgenden mündet das Verbindungsgleis zur Bahnstrecke Hechingen–Gammertingen in die Strecke, bis die beiden Strecken rund 100 Meter weiter den Bahnhof Gammertingen mit dem HzL-Bahnbetriebswerk der SWEG erreichen.
Anschließend führt die Strecke entlang der Lauchert und durch den Hettinger Tunnel zum Kreuzungsbahnhof Hettingen und dem Haltepunkt Hermentingen. Nach mehrmaliger Überquerung der Lauchert wird der Bahnhof Veringenstadt erreicht, dem der Veringen-Tunnel folgt. Weiter im Laucherttal passiert die Strecke den Haltepunkt Veringendorf und den Bahnhof Jungnau, bevor bei Kilometer 40,5 der mehrgleisige Bahnhof Hanfertal folgt. Hier zweigt die Bahnstrecke Sigmaringendorf–Hanfertal ab, während die Bahnstrecke Engstingen–Sigmaringen den Hanfertaler Tunnel passiert und nach 42,9 Kilometern im Bahnhof Sigmaringen endet.
Bis 1994 stellte der auf der gegenüberliegenden Straßenseite liegende Bahnhof Sigmaringen Landesbahn den Endbahnhof der Strecke dar. Mit dem Bau des Verbindungsgleises zum DB-Bahnhof wurde der Personenverkehr im DB-Bahnhof vereinigt, was die Beseitigung des Bahnhofs der Landesbahn zur Folge hatte.

## Geschichte

### Bau und Inbetriebnahme
Die Hohenzollernsche Lande lagen als lang gezogenes Territorium inmitten des Königreichs Württemberg, dessen Königlich Württembergische Staats-Eisenbahnen dieses „ausländische“ Gebiet lediglich auf dem jeweils kürzesten Weg durchquerten und nur die beiden Kreisstädte Hechingen und Sigmaringen bedienten. Die 1899 gegründete Actiengesellschaft Hohenzollern’sche Kleinbahngesellschaft (heutige HzL) sollte die Hohenzollernschen Lande durch Kleinbahnen erschließen und an das württembergische Eisenbahnnetz anschließen.
 Kleinengstingen war bereits seit 1893 durch die Bahnstrecke Reutlingen–Schelklingen an das württembergische Eisenbahnnetz angeschlossen. Am 7. November 1901 wurde neben dem Bahnhof der KWStE der HzL-Bahnhof mit der Strecke nach Gammertingen als vierte Eisenbahnstrecke der HzL in Betrieb genommen. Sieben Jahre später, am 6. Dezember 1908, wurde die zweite Streckenhälfte zwischen Gammertingen und Hanfertal fertiggestellt und über die Bahnstrecke Sigmaringendorf–Hanfertal der Anschluss an die Bahnstrecke Ulm–Sigmaringen erreicht. Mit Errichtung der Abkürzung zwischen Hanfertal und Sigmaringen wurde die Strecke 1910 bis Sigmaringen verlängert, wo der Anschluss zur Bahnstrecke Tübingen–Sigmaringen bestand.

### Personenverkehr im Abschnitt Engstingen–Gammertingen
Im Zuge der bundesweiten Stilllegung von Nebenbahnen stellte auch die HzL zwischen 1968 und 1973 den Personenverkehr auf einigen Strecken auf Busbedienung um. 1969 wurde der Personenverkehr im Abschnitt Kleinengstingen–Trochtelfingen, 1972 auch im Abschnitt Trochtelfingen–Gammertingen eingestellt. Die Strecke wurde fortan nur noch für Güterverkehr und Nostalgiefahrten genutzt.
Ab 2000 wurde mit dem Rad-Wander-Shuttle wieder regelmäßiger Ausflugsverkehr an Sonn- und Feiertagen zwischen Mai und Oktober angeboten. Für Ausflugsfahrten zur Nudelfabrik ALB-GOLD wurde dort ein neuer Haltepunkt geschaffen und im März 2006 eingeweiht.
Nach umfangreichen Sanierungs- und Ausbaumaßnahmen wurde der Personenverkehr zwischen Engstingen und Gammertingen zum Fahrplanwechsel im Dezember 2019 wiederaufgenommen. Die Linie Ulm–Schelklingen–Engstingen, betrieben von dem Verkehrsunternehmen Schwäbische Alb-Bahn, wurde dazu bis Gammertingen verlängert. Neben der Ertüchtigung von Bahnsteigen, Signalanlagen und Bahnübergängen wurde der neue Haltepunkt Engstingen Schulzentrum geschaffen.
Nur vier Monate nach Wiederaufnahme des Personenverkehrs musste der Betrieb im April 2020 wieder eingestellt werden, da an den Radsätzen der Triebwagen erhöhte Verschleißspuren festgestellt wurden. Weder die Totalerneuerung einzelner Abschnitte noch der Einbau von Spurerweiterungen in sehr engen Gleisbögen konnten den Verschleiß reduzieren. Monatelang fanden nur einzelne Fahrten und Schienenersatzverkehr statt. Schließlich wurde der Abschnitt Engstingen–Haidkapelle als Ursache identifiziert und entsprechend ausgebessert. Im November 2020 konnte die Rückkehr zum Normalfahrplan erfolgen.

### Forschungsprojekte
Im Sommer 2020 beschichtete die SWEG Schienenwege GmbH die Gleise im Abschnitt Gammertingen–Sigmaringen versuchsweise in weißer Farbe, um die Verschiebung der Schienen bei hohen Temperaturen und damit Langsamfahrstellen und Zugverspätungen zu verhindern. Sollte das Projekt erfolgreich sein, könnte die Beschichtung auf weiteren Strecken zum Einsatz kommen.
Anfang 2021 gaben das Ministerium für Verkehr, die SWEG und die Alstom Transport Deutschland GmbH bekannt, ab 1. Mai 2021 einen mit Wasserstoff betriebenen Brennstoffzellenzug des Typs Alstom Coradia iLint auf der Strecke Hechingen–Gammertingen–Sigmaringen einzusetzen. Erstmals in Baden-Württemberg verkehrt ein solches Fahrzeug im regulären Betrieb. Die Projektpartner erhoffen sich Erkenntnisse über die Alltagstauglichkeit der lokal emissionsfreien Technologie, die eine Alternative zu Dieselfahrzeugen auf nichtelektrifizierten Strecken darstellen könnte. Das Fahrzeug soll im HzL-Bahnbetriebswerk Gammertingen gewartet und betankt werden.

## Verkehr
| Linie | Verlauf                                                    | Weitere befahrene Strecken               | Betreiber                              |
| ----- | ---------------------------------------------------------- | ---------------------------------------- | -------------------------------------- |
| RB 59 | Gammertingen – Engstingen – Münsingen – Schelklingen – Ulm | Reutlingen–Schelklingen, Ulm–Sigmaringen | SAB Schwäbische Alb-Bahn GmbH          |
| RB 68 | Hechingen – Gammertingen – Sigmaringen                     | Hechingen–Gammertingen                   | SWEG Südwestdeutsche Landesverkehrs-AG |

Der Schienenpersonennahverkehr wird vom Land Baden-Württemberg bestellt. Im Vergabeverfahren für das Netz 50 (Schwäbische Albbahn) konnte die Schwäbische Alb-Bahn GmbH zum Betriebsstart 2019 den Zuschlag bis 2028 erlangen. Für das Netz 14b (Zollern-Alb-Bahn 2) erhielt die HzL 2016 erneut den Zuschlag. Bis 2025 läuft hier der derzeitige Verkehrsvertrag mit der SWEG, seit der Fusion 2018 der Rechtsnachfolger der Hohenzollerischen Landesbahn.
Im Abschnitt Engstingen–Gammertingen verkehren seit der Wiederaufnahme des Personenverkehrs Dieseltriebwagen des Typs NE81 der Schwäbischen Alb-Bahn. Während die 2013 bis 2016 erworbenen NE81 in das rot-creme-silber-schwarze Farbschema der Schwäbischen Alb-Bahn umlackiert wurden, verkehren die 2021 von der SWEG erworbenen Fahrzeuge in ihrer ursprünglichen rot-beigen HzL-Farbgebung. Die Triebwagen können auch Güterwagen ziehen.
Bis zum Fahrplanwechsel 2020 verkehrten im Abschnitt Gammertingen–Sigmaringen Dieseltriebwagen des Typs Regio-Shuttle 1 in der rot-beigen Farbgebung der HzL. Heute werden dort Triebwagen des Typs Lint 54 im Landesdesign Baden-Württemberg eingesetzt.
Über den Personenverkehr hinaus findet Güter- und Ausflugsverkehr auf der Strecke statt.

## Integration in die Regional-Stadtbahn
In einer Machbarkeitsstudie aus dem Jahr 2004 zur geplanten Regional-Stadtbahn Neckar-Alb wurde eine Integration der Strecke als Ergänzungslinie S61 untersucht. Die Stadtbahn sollte von Sigmaringen über Gammertingen und Trochtelfingen nach Engstingen fahren und dabei in Gammertingen und Engstingen Umstiege zu den Linien S12 bzw. S6 ermöglichen. Als neue Haltepunkte waren Großengstingen Mitte und Großengstingen Süd sowie Sigmaringen Ost vorgesehen. Die Infrastrukturkosten wurden mit rund 2,6 Mio. Euro beziffert, eine Elektrifizierung mit weiteren 9,2 Mio. Euro.
Ein alternatives Betriebskonzept sah am Haltepunkt Großengstingen eine Flügelung der Linie S6 Plochingen–Reutlingen–Schelklingen vor. Dabei sollte ein Zugteil über Gammertingen nach Sigmaringen, das andere über Münsingen nach Schelklingen weiterfahren. Für diese Variante wäre ein neues Verbindungsgleis aus Reutlingen in Richtung Süden zur Bahnstrecke Engstingen–Gammertingen erforderlich gewesen. Es wurde mit Infrastrukturkosten in Höhe von 1,85 Millionen Euro gerechnet.
In den aktuellen Plänen der Regional-Stadtbahn Neckar-Alb ist die Strecke nicht mehr enthalten. Eine Reaktivierung der Strecke Reutlingen–Engstingen als Linie S5 ist hingegen weiterhin vorgesehen, sodass ab Engstingen alle 30-Minuten eine Verbindung nach Reutlingen entstünde.
Darüber hinaus ist im Zuge der Regional-Stadtbahn eine Elektrifizierung der Bahnstrecke Hechingen–Gammertingen in Diskussion und könnte zu einer Verlängerung der Regionalbahnlinie Ulm–Engstingen–Gammertingen bis Sigmaringen führen, sofern das Teilstück Gammertingen–Sigmaringen nicht ebenfalls elektrifiziert wird.